# Heggadapura, Heggadadevankote
Heggadapura là một làng thuộc tehsil Heggadadevankote, huyện Mysore, bang Karnataka, Ấn Độ.